# EVO 5
Der EVO 5 (bis 2020: DR 5) ist ein Kompakt-SUV des italienischen Automobilherstellers DR Automobiles.

## 1. Generation (2007–2022)

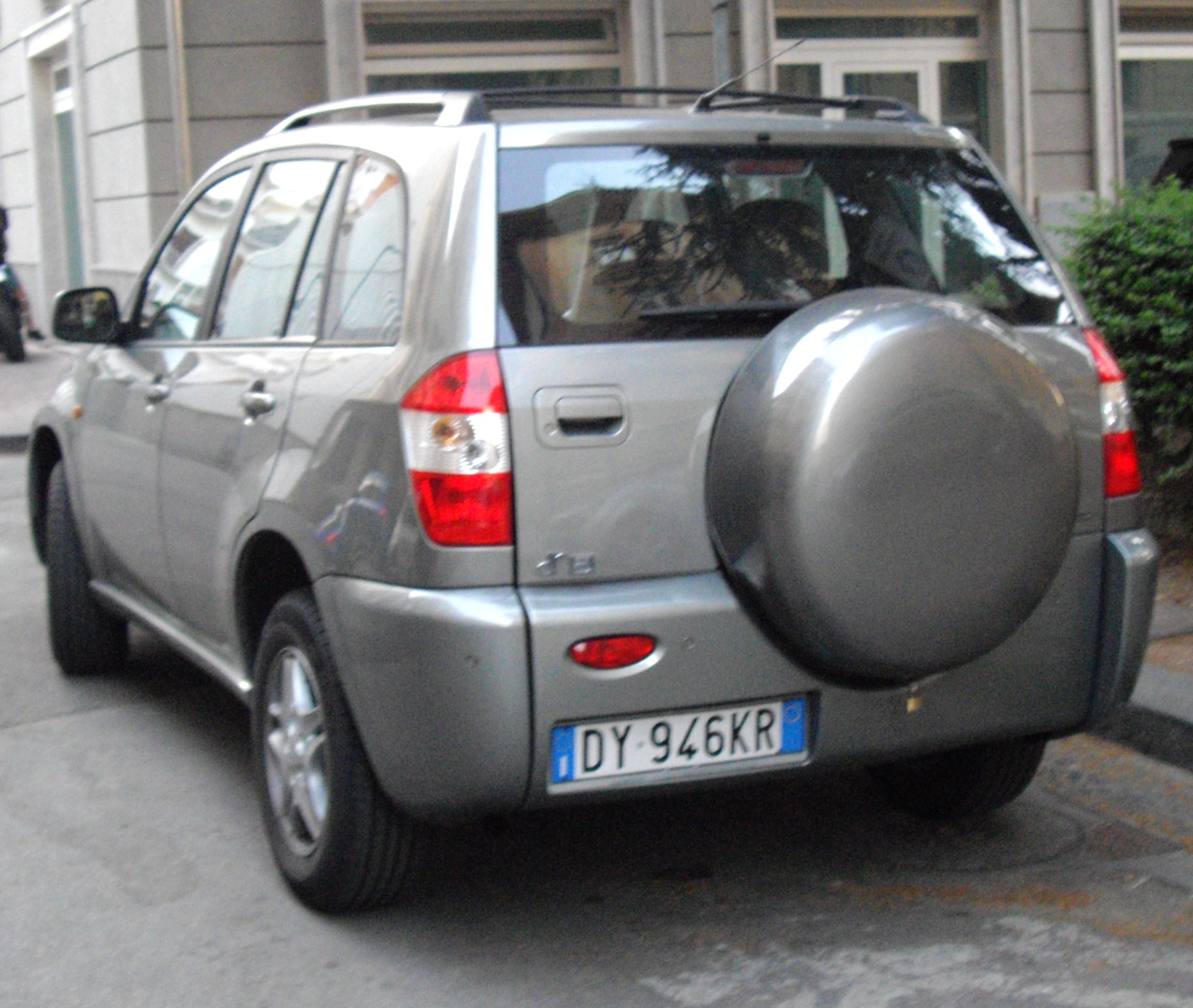
Heckansicht

Die erste Generation basiert auf dem Chery Tiggo und wurde erstmals auf der Bologna Motor Show 2006 präsentiert. Auf der Bologna Motor Show im Dezember 2016 stellte DR die Version DR Evo5 vor. Diese wurde ab Februar 2017 zu Preisen ab 15.980 Euro in Italien verkauft. Auf dem 1. Salon International de l'Automobile (SIAM) im Februar 2017 in Monaco präsentierte der Hersteller zusammen mit Fürst Albert II. das Sondermodell Monte Carlo. Ab Mai 2020 wurde das Fahrzeug unter der Marke EVO vermarktet.
In Ägypten wird der Wagen als Speranza Tiggo gefertigt. In Russland ist das Modell als Vortex Tingo und im Iran als MVM X33 bekannt.

### Technische Daten
|                                             | EVO 5                    |
| Bauzeitraum                                 | 2007–2022                |
| Motorkenndaten                              |                          |
| Motortyp                                    | R4-Ottomotor             |
| Hubraum                                     | 1598 cm³                 |
| max. Leistung bei min−1                     | 93 kW (126 PS) / 6150    |
| max. Drehmoment bei min−1                   | 160 Nm / 3900            |
| Kraftübertragung                            |                          |
| Antrieb                                     | Vorderradantrieb         |
| Getriebe, serienmäßig                       | 5-Gang-Schaltgetriebe    |
| Getriebe, optional                          | 5-Gang-Automatikgetriebe |
| Messwerte                                   |                          |
| Höchstgeschwindigkeit                       | 175 km/h                 |
| Beschleunigung, 0–100 km/h                  | 11,5 s                   |
| Kraftstoffverbrauch auf 100 km (kombiniert) | 6,7 l Super              |
| CO2-Emissionen (kombiniert)                 | 157 g/km                 |
| Tankinhalt                                  | 55 l                     |

## 2. Generation (seit 2023)

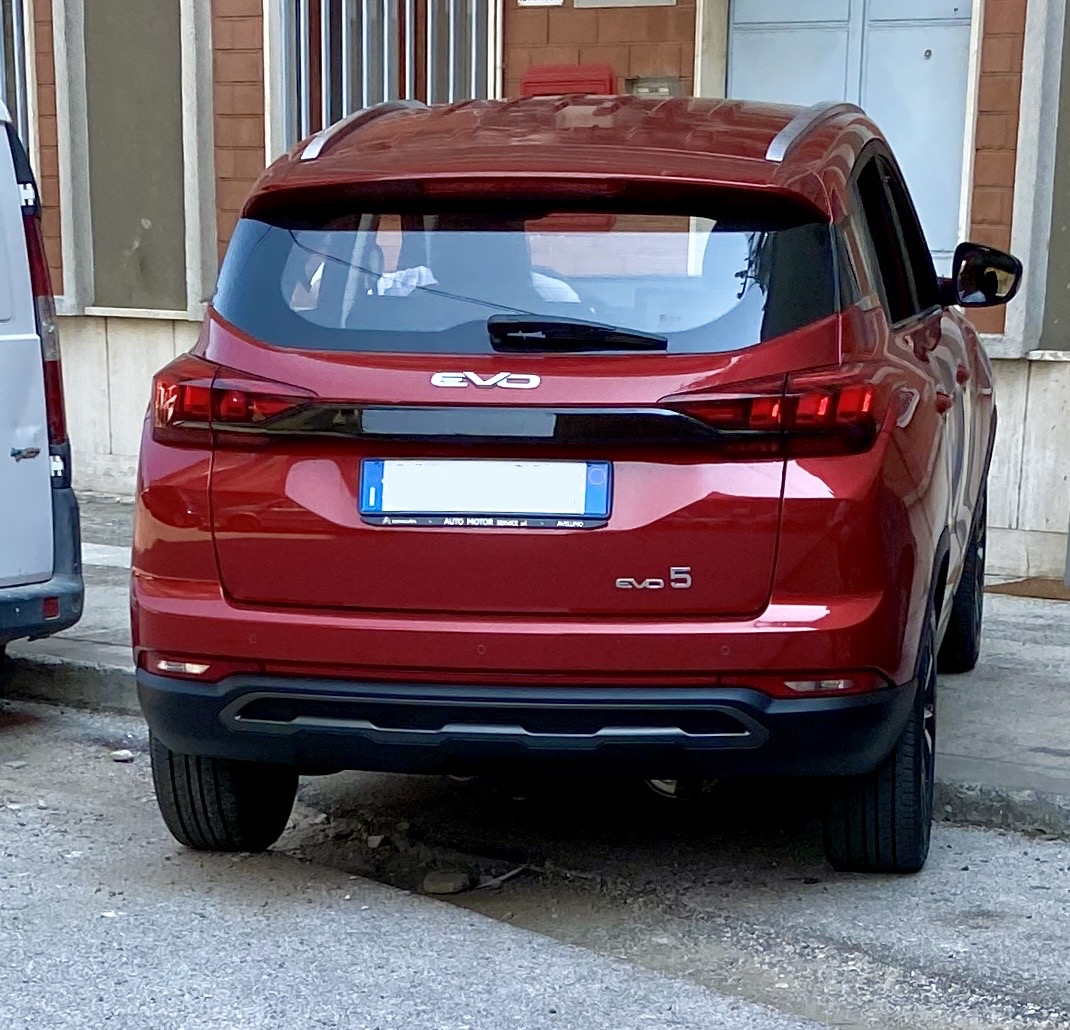
Heckansicht

Die zweite Generation der Baureihe, die auf dem Beijing X3 basiert, debütierte auf der Milano Monza Motor Show im Juni 2022. Seit April 2023 wird sie in Italien verkauft.

### Technische Daten
|                                             | EVO 5                 |
| Bauzeitraum                                 | seit 04/2023          |
| Motorkenndaten                              |                       |
| Motortyp                                    | R4-Ottomotor          |
| Hubraum                                     | 1499 cm³              |
| max. Leistung bei min−1                     | 94 kW (127 PS) / 5390 |
| max. Drehmoment bei min−1                   | 225 Nm / 4500         |
| Kraftübertragung                            |                       |
| Antrieb                                     | Vorderradantrieb      |
| Getriebe                                    | 6-Gang-Schaltgetriebe |
| Messwerte                                   |                       |
| Höchstgeschwindigkeit                       | 185 km/h              |
| Beschleunigung, 0–100 km/h                  | 10,0 s                |
| Kraftstoffverbrauch auf 100 km (kombiniert) | 7,5 l Super           |
| CO2-Emissionen (kombiniert)                 | 168 g/km              |
| Tankinhalt                                  | 46 l                  |
| Abgasnorm                                   | Euro 6d               |